# Sinfonia n. 2 (Bruckner)
La Sinfonia n. 2 in do minore è una composizione di Anton Bruckner.

## Organico
Lo spartito richiede una coppia ciascheduno di flauti, oboi, clarinetti e fagotti, 4 corni, 2 trombe, 3 tromboni, timpani e archi.

## Struttura
La sinfonia ha quattro movimenti.
- 1^ versione

1. Moderato (in do minore)
2. Scherzo: Mäßig schnell — Trio: Gleiches Tempo (in do minore)
3. Feierlich, etwas bewegt (in la bemolle maggiore)
4. Finale: Ziemlich schnell (in do minore)

- 2^ versione

1. Moderato (in do minore)
2. Andante (in la bemolle maggiore)
3. Scherzo: — Trio: Gleiches Tempo (in do minore)
4. Finale: Ziemlich schnell (in do minore)

La descrizione seguente utilizzerà i contrassegni del tempo della versione finale.

### Primo movimento
La sinfonia si apre con un tremolo degli archi e il tema principale lirico che emerge è questo:
Da notare che sebbene ci sia un tremolo, è un po' più lento di quello che Bruckner impiegherà nelle successive sinfonie. Poco dopo, appare un richiamo di tromba "enigmatica":
Questo ritmo è un'importante stratagemma e si ripeterà per tutto il movimento. Il primo gruppo tematico si chiude con una delle pause caratteristiche della sinfonia e porta al secondo gruppo tematico in mi bemolle maggiore:
Anche il terzo gruppo tematico è in mi bemolle maggiore:
Qui si ripresenta il richiamo di tromba dal primo gruppo. Il movimento entra nel suo sviluppo dopo una breve codetta. La ricapitolazione si apre proprio come l'esposizione; con il tremolo degli archi che cede il posto al tema principale e alla ricomparsa del richiamo di tromba. Alla fine, c'è un breve ricordo del tema principale prima che una grande perorazione chiuda il movimento. La prima parte della coda viene tagliata nella seconda versione.

### Adagio / Andante (Secondo nel 1877, Terzo nel 1872)
Questo movimento si apre silenziosamente con gli archi:
Questo movimento è il primo movimento lento di Bruckner in forma ternaria in cinque parti e così questa parte si ripeterà due volte. La seconda parte del movimento inizia con le corde pizzicate che introducono un nuovo tema sui corni:
La seconda parte è stata tagliata approssimativamente a metà nella seconda versione. La seconda metà conteneva una rielaborazione arricchita del tema del corno. Comunque, la quarta parte del movimento contiene un passaggio simile (ma non identico) in entrambe le versioni. Verso la fine del movimento, Bruckner cita il Benedictus della sua Messa in fa minore prima che il tema principale inizi la coda:

### Scherzo (Terzo nel 1877, Secondo nel 1872)
Nella prima versione, vengono ripetute sia le sezioni dello Scherzo che le sezioni del Trio. Queste ripetizioni sono state eliminate nella seconda versione. Lo Scherzo si basa sul tema ritmico sentito all'inizio:
Il Trio è basato su una melodia "alticcia" nelle viole: 

### Quarto movimento
Il movimento si apre tranquillamente con i secondi violini che suonano un accompagnamento di ottava nota e i primi violini che suonano una scala discendente:
Questo porta al secondo tema del primo gruppo tematico, un passaggio rumoroso ottenuto dall'orchestra completa che si ripeterà come tema principale del terzo gruppo tematico:
Dopo ritorna l'apertura tranquilla e porta al secondo gruppo tematico principale, chiamato "Schubertian" da Georg Tintner:
L'esposizione si chiude con una citazione del Kyrie della Messa in re minore. Lo sviluppo contiene ciò che William Carragan definisce "fantasie" sul primo e sul secondo gruppo tematico. La ricapitolazione inizia con l'alto tema secondario del primo gruppo prima di passare al tema più tranquillo. Tra gli altri tagli delle differenti versioni, una degna di nota è nella coda del movimento. Nella versione originale la coda è in due fasi; un accumulo che porta alla citazione del primo movimento e del secondo gruppo tematico di questo movimento. Questo porta alla seconda fase, un altro accumulo che porta alla grande perorazione in do maggiore che chiude la sinfonia. La prima di queste fasi viene tagliata nella seconda versione, lasciando solo l'accumulo e la perorazione finale.

## Registrazioni
La prima registrazione commerciale di una parte della sinfonia è stata fatta da Fritz Zaun con la Staatskapelle di Berlino nel 1934. Conteneva solo una versione tagliata dello Scherzo, nella prima edizione pubblicata del 1892.
La più vecchia esecuzione sopravvissuta è di Georg-Ludwig Jochum con la Bruckner Orchestra di Linz. Risale al 1944 e usa l'edizione Haas.
La prima registrazione commerciale è stata eseguita da Volkmar Andreae con l'Orchestra Sinfonica di Vienna nel 1953, usando anch'essa l'edizione Haas. La prima registrazione in Super Audio CD è stata eseguita da Simone Young che dirige i Philharmoniker Hamburg.

### Versione del 1872
- Georg Tintner dirige la RTÉ Orchestra Sinfonica Nazionale, registrazione in studio, 1996, Naxos
- Simone Young dirige i Philharmoniker Hamburg, 2006, BMG SACD
- Gerd Schaller dirige la Philharmonie Festiva, registrazione dal vivo, Profil PH 12022, 2011
- Herbert Blomstedt dirige l'Orchestra del Gewandhaus di Lipsia, 2012, Querstand SACD

### Versione del 1873
- Kurt Eichhorn dirige la Bruckner Orchestra di Linz, 1991, Camerata

### Versione del 1876
- Kurt Eichhorn dirige la Bruckner Orchestra di Linz, 1991, Abruckner.com BSVD-0103

### Versione del 1877

#### Edizione Haas
- Franz Konwitschny dirige l'Orchestra Sinfonica della Radio di Berlino, registrazione dal vivo, 1951, Berlin Classics
- Erich Schmid dirige la Southwest German Radio Symphony Orchestra, registrazione in studio, 1965, Ampex[1]
- Horst Stein dirige i Wiener Philharmoniker, registrazione in studio, 1973, Decca/London
- Christoph Eschenbach dirige l'Orchestra sinfonica di Houston, registrazione dal vivo, 1996, Koch

#### Edizione Nowak
- Carlo Maria Giulini dirige l'Orchestra Sinfonica di Vienna, registrazione in studio, 1974, Testament
- Eugen Jochum dirige la Staatskapelle di Dresda, registrazione in studio, 1980, EMI
- Herbert von Karajan dirige i Berliner Philharmoniker, registrazione in studio, 1981, Deutsche Grammophon
- Stanisław Skrowaczewski dirige l'Orchestra Sinfonica della Radio di Saarbrücken, registrazione in studio, 1999, Arte Nova/Oehms Classics
- Hiroshi Wakasugi dirige l'Orchestra Sinfonica della Radio di Saarbrücken, registrazione in studio, 2004, Arte Nova
- Thomas Dausgaard dirige l'Orchestra da Camera Svedese, registrazione in studio, 2010, BIS

#### Edizione Carragan
- Daniel Barenboim dirige i Berliner Philharmoniker, 1997, Teldec

### Versione del 1892
- Hermann Scherchen dirige l'Orchestra Sinfonica di Toronto, 1965, Disco Archivia CD